# Loulé
Loulé (lo(ou)'lɛ) è un comune portoghese di 70 622 abitanti situato nel distretto di Faro.
È una vivace cittadina di commerci e artigianato di lavorazione del cuoio, dell'ottone, del rame, del bambù e dei vimini.
Interessanti monumenti sono: la Chiesa parrocchiale del XIII secolo, i resti del Convento da Graça dello stesso secolo, e di quelli del castello di origine araba ricostruito nel XIII secolo, la Igreja da Misericordia. A 2 km ad est è la ermida de Nossa Senhora da Pietade rinascimentale del sec. XVI che contiene l'immagine di "Mâe Soberana, patrona di Loule. Nei dintorni si trovano le Ruinas de Milreu" resti di un insediamento romano e il borgo di Almancil con la chiesa di Sâo Laurenço dos Malos che ha l'interno ricoperto di asulejos del 1730 attribuiti a Policarpo Oliveira Bernandes pittore portoghese vissuto dal 1695 al 1778.
La città è conosciuta a livello nazionale per ospitare una delle più belle parate di carnevale e per la "notte bianca" che si tiene l'ultimo sabato di agosto. Uno degli eventi più interessanti è poi il Festival MED, che celebra le culture del bacino del Mediterraneo con tanta musica, gastronomia, artigianato, danza e workshops.

## Società

### Evoluzione demografica
| 1801  | 1849  | 1900  | 1930  | 1960  | 1981  | 1991  | 2001  | 2004  |
| 13503 | 16137 | 44403 | 44026 | 45126 | 44051 | 46585 | 59160 | 62295 |

## Freguesias
Il concilio di Loulé si suddivide in 9 freguesias:
- Almancil
- Alte
- Ameixial
- Boliqueime
- Quarteira
- Querença, Tôr e Benafim
- Salir
- São Clemente (Loulé)
- São Sebastião (Loulé)